# 古河乡 (大化县)
古河乡，是中华人民共和国广西壮族自治区河池市大化瑶族自治县下辖的一个乡镇级行政单位。

## 行政区划
古河乡下辖以下地区：
古河村、四联村、丹桂村、弄法村、坡尺村和怀合村。